# Rafael Saavedra
Rafael Saavedra (Tijuana, 1967 - 17 de septiembre de 2013) fue un escritor mexicano, colaborador para las revistas Letras Libres, Generación, Moho, Nexos, Replicante, Pícnic, entre otras publicaciones y diarios, así como sitos en Internet.

## Obras literarias
Rafael Saavedra (Tijuana, 1967 - 17 de septiembre de 2013) fue un escritor mexicano, colaborador para las revistas Letras Libres, Generación, Moho, Nexos, Replicante, Pícnic, entre otras publicaciones y diarios, así como sitos en Internet.
- Border Pop (periodismo cultural, Premios Estatales de Literatura ICBC 2012).
- Crossfader 2.0. B-sides, hidden tracks & remixes (relatos, Nortestacion Editorial 2011).
- Beyondeados (libro de fotos, Clicka Press 2011).
- Crossfader. B-sides, hidden tracks & remixes (relatos, Atemporia Heterodoxos/Nortestacion Editorial 2009).
- La gente se droga (relato, Crunch 2006).
- Lejos del noise (relatos, Moho 2003).
- Buten smileys (relatos, Yoremito 1997). Primera reedición en Libros Malaletra  2011.
- Esto no es una salida. Postcards de ocio y odio (relatos, La Espina Dorsal 1996). Primera reedición en Nitro Press  2012.

Antologías
- Fronteras Adentro. Cuento de Baja California (1996-2010).  Prólogo, selección y notas de Humberto Félix Berumen.  Universidad Autónoma de Baja California, 2012).
- Tijuana Dreaming. Life and Art at the Global Border. Edited by Josh Kun and Fiamma Montezemolo. Duke University Press, 2012).
- Tijuana en 120 palabras. Libros Malaletra / Nortestación, 2012).
- Lados B. Narrativa de alto riesgo. Nitro Press, 2011).
- Nos vemos a la salida. Cuentos de jóvenes escritores para jóvenes lectores. Compiladora: Maira Colín. Colección Literatura Juvenil en Selector, 2011).
- Dulces batallas que nos animan la noche. Antología del Encuentro Nacional de Letras Independientes 2006-2011. Compiladores: Alejandra Quintero, Francisco Valenzuela y Oscar Quevedo. Morelia, 2012).
- Sólo Cuento. Año 1 Tomo 1. Antología de cuento latinoamericano". Rosa Beltrán: prólogo; Alberto Arriaga, selección y notas, Dirección de Literatura, UNAM, 2009).
- La cresta en movimiento. Antología de contracultura en México. Generación Publicaciones Periodísticas, 2009).
- Sin límites imaginarios. Antología de cuentos del norte de México. Prólogo, selección y notas de Miguel G. Rodríguez Lozano. UNAM 2006).
- José Agustín. Diez años por la contracultura. Memorias del IV Congreso de Contracultura. Generación Publicaciones Periodísticas, 2006).
- Los mejores cuentos mexicanos (Planeta/Joaquín Mortiz, 2006).
- Memoria del Primer Congreso de Contracultura. Generación Publicaciones Periodísticas, 2004).
- El margen reversible. Narrativa (IMAC Tijuana, 2003).
- La ciudad escrita. Antología de cuentos urbanos con humor e ironía. Selección y estudio preliminar de Lauro Zavala. Colección Minimalia en Ediciones del Ermitaño, 2000).

## Publicaciones
Ha editado los siguientes fanzines y revistas independientes. Su primer fanzine, Psychocandy aparece en 1985; en  1991, DJ Tolo se une para editar El Centro de la Rabia, que proponía en sus textos ideas para otra generación. Un par de años más tarde, en 1993,
surge Velocet  cuyo lema era "Agitación y revival" enfocado en la música electrónica, la cultura alternativa y la nueva narrativa.
En 2005 edita con Sergio Brown  Radiante, publicación de medios, cultura y sociedad .
Sus textos periodísticos y literarios han aparecido en revistas (Generación, Moho, Nexos, Letras Libres, Replicante, Picnic, Viceversa, Quo, Complot Internacional, Zona de Obras), suplementos  (Laberinto, El Ángel del diario Reforma, entre otros) y decenas de sitios en Internet.

## Música, radio y DJ
Ha producido los programas de radio alternativos Sintonía Pop 1987-1991, Selector de Frecuencias 2001-2011 y desde 2011 La Zona Fantasma, especializado en música post-punk, indie-pop internacional, weird new wave, spanish pop, italo-disco, twee-pop, early punk y electro-pop.
En su faceta de DJ es conocido como rafadro. Ha actuado como telonero de bandas como Aviador Dro, Stereo Total, Ana D, Adanowksy, Casiotone for the Painfully alone, Pigmy, The Whitest Boy Alive, entre otros. 
Mantiene un proyecto no-musical llamado Arnik Family a base de samples y loops.
Es autor de la frase "Tijuana makes me happy", hecha famosa al ser utilizada como título de una canción de Fussible de Nortec Collective.